# Virtus Basket Spezia 2014-2015
Questa voce raccoglie le informazioni riguardanti la Virtus Basket Spezia nelle competizioni ufficiali della stagione 2014-2015.

## Stagione
La stagione 2014-2015 della Virtus Basket Spezia, sponsorizzata Carispezia è la seconda consecutiva che disputa in Serie A1 femminile.
La squadra si ritira dal campionato dopo quattordici giornate. Di conseguenza il Giudice Sportivo Nazionale ha annullato le partite disputate e ha lasciato libere le atlete di svincolarsi.

## Rosa
| N° | Naz.                   | Ruolo | Sportivo            | Anno | Alt. |       |
| -- | ---------------------- | ----- | ------------------- | ---- | ---- | ----- |
| 4  | Italia (bandiera)      | GA    | Sara Canova         | 1989 | 174  | [ 3 ] |
| 6  | Lettonia (bandiera)    | AC    | Lauma Reke          | 1986 | 185  | [ 4 ] |
| 7  | Italia (bandiera)      | P     | Ada Puliti          | 1985 | 174  |       |
| 8  | Italia (bandiera)      | P     | Elisa Donati        | 1980 | 170  |       |
| 9  | Italia (bandiera)      | G     | Lucilla Canova      | 1985 | 175  |       |
| 10 | Stati Uniti (bandiera) | G     | Kama Griffitts      | 1991 | 183  |       |
| 11 | Italia (bandiera)      | AC    | Alessandra Tava     | 1991 | 183  |       |
| 12 | Stati Uniti (bandiera) | C     | Cassie Sant         | 1992 | 190  |       |
| 13 | Italia (bandiera)      | PG    | Veronica Perini     | 1988 | 175  | [ 5 ] |
| 17 | Italia (bandiera)      | P     | Rebecca Pescetto    | 1999 | 168  |       |
| 18 | Italia (bandiera)      | G     | Angelica Del Carria | 1999 | 170  |       |
| 19 | Italia (bandiera)      | PG    | Chiara Mugliarisi   | 1986 | 175  |       |
| 20 | Italia (bandiera)      | C     | Beatrice Morselli   | 1990 | 180  | [ 6 ] |
| 15 | Italia (bandiera)      | C     | Adele Moltedo       | 1998 | 180  |       |